# Romain Esse
Romain Joy Kouakou Esse (Londres, Inglaterra, 13 de mayo de 2005) es un futbolista británico de ascendencia marfilense. Juega de mediocentro ofensivo y su equipo actual es el Crystal Palace Football Club de la Premier League, máxima categoría del fútbol inglés.

## Trayectoria
A finales de 2022 fue ascendido al plantel principal de Millwall y tuvo la oportunidad de jugar un partido amistoso contra Brøndby IF el 26 de noviembre, estuvo en cancha 45 minutos y empataron 1-1.
Debutó como profesional el 26 de diciembre de 2022, ingresó al final del partido contra Watford por el campeonato local y ganaron 0-2 en el Vicarage Road. Tras jugar unos partidos más con los profesionales, firmó un contrato por 3 años con el club.
El 5 de agosto de 2023 comenzó el Championship 2023-24, fueron visitantes contra Middlesbrough y Esse fue suplente, ingresó al minuto 73 con el partido empatado sin goles, el poco tiempo que estuvo en cancha fue suficiente para convertir su primer gol oficial y sellar el triunfo 0-1.
Tras 66 partidos y 7 goles con Millwall, fue fichado por Crystal Palace el 18 de enero de 2025, firmó contrato hasta mediados de 2030.
Debutó en la máxima categoría del fútbol inglés el 26 de enero, ingresó al minuto 83 con el encuentro 0-2 frente al Brentford, de inmediato tuvo una ocasión que la convirtió en gol, finalizaron 1-2.

## Selección nacional
Ha sido internacional con la selección de Inglaterra en las categorías sub-18, sub-19 y sub-20.
Debutó con Inglaterra el 22 de marzo de 2023, fue titular en un amistoso sub-18 contra Croacia y ganaron 0-2. El 9 de junio convirtió su primer gol, fue en el empate 2-2 ante Noruega.
El 1° de septiembre fue convocado para ser parte de un combinado sub-19 y jugar partidos amistosos.

## Estadísticas

### Clubes
Actualizado al último partido citado el 25 de mayo de 2025.
| Club                            | Div.          | Temporada     | Liga  | Liga  | Liga   | Copas nacionales | Copas nacionales | Copas nacionales | Copas internacionales | Copas internacionales | Copas internacionales | Total | Total | Total  |
| Club                            | Div.          | Temporada     | Part. | Goles | Asist. | Part.            | Goles            | Asist.           | Part.                 | Goles                 | Asist.                | Part. | Goles | Asist. |
| ------------------------------- | ------------- | ------------- | ----- | ----- | ------ | ---------------- | ---------------- | ---------------- | --------------------- | --------------------- | --------------------- | ----- | ----- | ------ |
| Millwall F. C. Inglaterra       | 2.ª           | 2022-23       | 12    | 0     | 0      | 1                | 0                | 0                | —                     | —                     | —                     | 13    | 0     | 0      |
| Millwall F. C. Inglaterra       | 2.ª           | 2023-24       | 25    | 2     | 0      | 2                | 0                | 0                | —                     | —                     | —                     | 27    | 2     | 0      |
| Millwall F. C. Inglaterra       | 2.ª           | 2024-25       | 24    | 4     | 1      | 2                | 1                | 0                | —                     | —                     | —                     | 26    | 5     | 1      |
| Millwall F. C. Inglaterra       | Total club    | Total club    | 61    | 6     | 1      | 5                | 1                | 0                | 0                     | 0                     | 0                     | 66    | 7     | 1      |
| Crystal Palace F. C. Inglaterra | 1.ª           | 2024-25       | 7     | 1     | 1      | 2                | 0                | 0                | —                     | —                     | —                     | 9     | 1     | 1      |
| Crystal Palace F. C. Inglaterra | 1.ª           | 2025-26       | 0     | 0     | 0      | 0                | 0                | 0                | -                     | -                     | -                     | 0     | 0     | 0      |
| Crystal Palace F. C. Inglaterra | Total club    | Total club    | 7     | 1     | 1      | 2                | 0                | 0                | 0                     | 0                     | 0                     | 9     | 1     | 1      |
| Total carrera                   | Total carrera | Total carrera | 68    | 7     | 2      | 7                | 1                | 0                | 0                     | 0                     | 0                     | 75    | 8     | 2      |
| 1.                              |               |               |       |       |        |                  |                  |                  |                       |                       |                       |       |       |        |

### Selección
Actualizado al último partido citado el 24 de marzo de 2025.
| Selección         | Temporada         | Continental | Continental | Continental | Mundial | Mundial | Mundial | Amistosos | Amistosos | Amistosos | Total | Total | Total  |
| Selección         | Temporada         | Part.       | Goles       | Asist.      | Part.   | Goles   | Asist.  | Part.     | Goles     | Asist.    | Part. | Goles | Asist. |
| ----------------- | ----------------- | ----------- | ----------- | ----------- | ------- | ------- | ------- | --------- | --------- | --------- | ----- | ----- | ------ |
| Sub-18 Inglaterra | 2023              | —           | —           | —           | —       | —       | —       | 6         | 1         | 0         | 6     | 1     | 0      |
| Sub-18 Inglaterra | Total sel.        | 0           | 0           | 0           | 0       | 0       | 0       | 6         | 1         | 0         | 6     | 1     | 0      |
| Sub-19 Inglaterra | 2023-24           | 3           | 1           | 0           | —       | —       | —       | 5         | 0         | 2         | 8     | 1     | 2      |
| Sub-19 Inglaterra | Total sel.        | 3           | 1           | 0           | 0       | 0       | 0       | 5         | 0         | 2         | 8     | 1     | 2      |
| Sub-20 Inglaterra | 2024              | —           | —           | —           | —       | —       | —       | 8         | 1         | 0         | 8     | 1     | 0      |
| Sub-20 Inglaterra | 2025              | —           | —           | —           | —       | —       | —       | 2         | 0         | 0         | 2     | 0     | 0      |
| Sub-20 Inglaterra | Total sel.        | 0           | 0           | 0           | 0       | 0       | 0       | 10        | 1         | 0         | 10    | 1     | 0      |
| Total selecciones | Total selecciones | 3           | 1           | 0           | 0       | 0       | 0       | 21        | 2         | 2         | 24    | 3     | 2      |
| 1.                |                   |             |             |             |         |         |         |           |           |           |       |       |        |

## Palmarés

### Títulos nacionales
| Título           | Club                 | País       | Año  |
| ---------------- | -------------------- | ---------- | ---- |
| FA Cup           | Crystal Palace F. C. | Inglaterra | 2025 |
| Community Shield | Crystal Palace F. C. | Inglaterra | 2025 |